# ترميز مورس الأمريكي
شفرة مورس الأمريكية أو شفرة مورس للسكك الحديدية، كانت تُستخدم التلغراف الكهربائي للتواصل. طوّرها صمويل مورس في منتصف أربعينيات القرن التاسع عشر. أرسل مورس عبارته الشهيرة «ما فعل الله» (بالإنجليزية: What hath God wrought) وهي عبارة اختارتها آني إلسورث ـ ابنة هنري إلسورث مفوض براءات الاختراع ـ من الكتاب المقدس (سفر العدد 23:23)، من العاصمة الأمريكية واشنطن إلى الميكانيكي والمخترع ألفريد فالي الذي كان متواجدا في مدينة بالتيمور في الساعة الثامنة وخمس وأربعون دقيقة مساء، 24 مايو 1844.

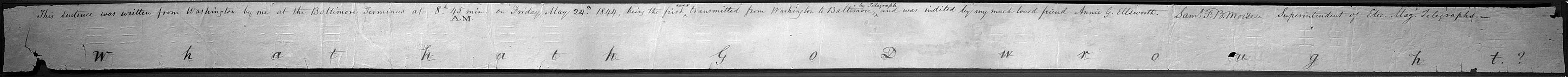
أول تلغراف باستخدام شفرة مورس الأمريكية أرسلها صمويل مورس في الساعة الثامنة وخمس وأربعون دقيقة مساء، 24 مايو 1844. في الصورة يظهر توقيع مورس في الأعلى وقد ذكر التفاصيل مع الوقت واليوم الذي أرسلها